# 憲法党
憲法党（けんぽうとう、Constitution Party）は、アメリカ合衆国の政党。

## 概要
アメリカ合衆国憲法、アメリカの権利章典、アメリカ独立宣言、聖書の理念を重視する保守政党である。
立憲主義を主張し、憲法の原則と意図は時代とともに変化することは無いとする原意主義の立場をとる。
2018年3月現在、憲法党は、アメリカ合衆国の全域で、市議会などに26の議席を持っている。

## 歴史
1991年にハワード・フィリップスにより、アメリカ納税者党として設立された。1996年大統領選挙の際、政治コメンテーターのパット・ブキャナンが、共和党候補のボブ・ドールがプロ・チョイス派を副大統領候補に選ぶことを危惧し、納税者党からの出馬を検討したことがあった。1999年には党名を立憲党と改めた。そして、ジョージ・ウォレスが1968年大統領選挙の際に設立したアメリカ独立党を吸収した。
その後、党は、グレゴリー・トンプソンなどの妊娠中絶反対運動においての名士を引きつけ、拡大していった。
2006年には、元憲法党員の候補者がモンタナ州下院議員選挙で、民主党の候補を破り、当選したことがあった。
2010年には、元共和党の連邦議会議員トム・タンクレドが立憲党候補としてコロラド州知事選挙に立候補した。彼は36.8%の得票率を記録し、全候補者中2位であった。当選こそしなかったが、憲法党は主要政党としての資格を得るために必要な得票率10%を突破し、コロラド州において主要政党の地位を得た。
また、憲法党は、自らをティーパーティ運動の「哲学的源泉」と表現している。
2016年大統領選挙においては、弁護士のダレル・キャッスルを候補者とし、党史上最多の203,069票を獲得した。

## 支持団体
リベラル派からの支持が多い民主党に対して、憲法党は保守派からの支持が多い。

## 理念
立憲党は、党の理念として以下の「七つの原理」を表明している。

### 生命
受胎から老衰までの全ての生命の尊重

### 自由
人々の自由が侵害されないために、政府の権力を憲法に挙げられている範囲内に制限する。

### 財産
全ての個人は、自身の財産を保有し、管理する権利がある。

### 家族
家族は健全な社会の基盤である。政府は、「家族」の社会的地位を守るべきであり、破壊してはならない。

### 憲法と権利章典
この二つの文書は、国民の自由の基盤となる最高法規である。
政府の唯一の目的は、独立宣言で述べられているように、神から人々に与えられた譲渡することの出来ない固有の権利を守ることである。政府がこの義務を無視して権力を拡大させるならば、それは強奪であり、自由は危険にさらされる。今日の様々な問題は、憲法と権利章典の理念に対する忠誠によって最も良く解決されると考える。

### 州の権限
憲法は非常に制限された権力を連邦政府に委任し、その他の権限は人々に留保している。そして、連邦共和国は、様々な州の参加により形成されたものである。つまり諸州が連邦政府を作ったのであり、その逆ではない。しかし、連邦政府は社会主義的な機関へと徐々にゆがめられてしまった。本来、連邦政府には公教育、天然資源、輸送、私企業、住宅、健康管理に関しての方針を命令する権限は無い。連邦政府の立法における適切な役割を取り戻し、連邦政府が憲法によって認可されていない活動を辞めるように求める。

### アメリカの主権
トマス・ジェファーソンは、「全ての国と通商し、どこの国とも同盟を結ぶな」という格言を残している。この方針は、2世紀以上前の時代だけでなく、今日にも通用するものである。アメリカ合衆国は、外国への内政干渉を辞め、自国に対する外国の干渉も排除し、静かに生きるよう努めなければならない。したがって、すべての「同盟」に永久に反対する。「同盟」は、アメリカの国家主権を危うくし、アメリカを外国の戦争に巻き込むものである。
また、憲法によって保護されている諸権利を奪う、いかなる条約にも反対する。政治的であるか経済的であるかを問わず、いかなる近隣諸国との連合にも反対する。

## 政策

### 財政
官僚的な規制を廃止することを通して連邦政府の役割と支出を減らすことを主張している。また、税体系を、現行の所得税から関税による徴収システムに切り替えることを主張している。

### 外交
内政不干渉の原則を主張している。
そのため、国連のような国際組織や、多国籍企業への関与を否定し、大部分の条約（例えばNATO、北米自由貿易協定、世界貿易機関）からの脱退を主張している。
また、貿易においては保護主義的な政策を支持し、重商主義に理解を示している。

### 移民
不法入国に反対し、法的出入国管理に関してより厳しい規制を求めている。連邦政府が不健康、犯罪行為、財政的な依存などの理由で移民の残留資格を停止することができる出入国管理方針を支持している。また、納税者の負担による不法移民への福祉に反対している。そして、国籍の出生地主義を否定し、不法移民に対するいかなる恩赦にも反対している。また、厳しい出入国管理方針を実施するために軍隊を使用することを主張している。しかし、合法移民には比較的歓迎をする姿勢をとっている。

### 社会政策
安楽死や妊娠中絶に反対している。
死刑制度においては州の権限に任せることを主張している。
同性婚に反対し、国と地方の政府には「攻撃的な性行動」を違法とする権利があると主張している。また、ポルノは「破壊的な構成分子」であると主張している。
連邦上での麻薬の禁止には反対しているが、連邦政府が麻薬の輸入を制限する役割は認めている。
合衆国憲法修正第2条(市民の武装権)に反するいかなる法律を作ることも違憲であると主張し、武器を持つ権利を支持している。また、米国愛国者法に対しては、明確な反対姿勢を打ち出した。
政府業務における公用語は英語であるべきだと主張し、選挙における二言語での投票に反対している。選挙などの政治活動に参加したい者は、基礎的な英語が理解できる必要があると主張している。また、投票権法に反対している。

### 環境問題
地球温暖化は、「グローバリストが権限拡大のために使う脅し」だと主張している。また、アメリカ合衆国エネルギー省の廃止を主張している。

### 連邦制度
合衆国憲法修正第16条（連邦所得税）と修正第17条(上院議員の直接選挙)の廃止を主張している。また、諸州が合衆国に参加するかしないかは任意だと主張している。

### 選挙制度
選挙人制度に賛成し、大統領を国民が直接選ぶ制度の導入に反対している。